# Frédéric Moser
 (mai 2021).
Si vous disposez d'ouvrages ou d'articles de référence ou si vous connaissez des sites web de qualité traitant du thème abordé ici, merci de compléter l'article en donnant les références utiles à sa vérifiabilité et en les liant à la section « Notes et références ».
Pour les articles homonymes, voir Moser.
Frédéric Moser (né en 1966 à Saint-Imier) est un artiste suisse qui vit et travaille à Berlin en duo avec Philippe Schwinger au carrefour des arts plastiques, du théatre et du cinéma.
Les installations et œuvres du duo ont été exposées en Europe, en Asie et en Amérique. Ils ont également représenté la Suisse à la Biennale d’art contemporain de São Paulo en 2004.
Ils ont obtenu des prix comme le Swiss Art Award trois années de suite (1998/1999/2000)
Ils ont également inauguré en 2003 le centre d'art contemporain au château d'Ujazdów à Varsovie. On peut également noter leur participation à l’exposition sur le reenactment[Quoi ?] : History Will Repeat Itself au Kunst-Werke de Berlin, à Dortmund, Varsovie et Hong Kong en 2007.
Ils sont aujourd'hui représentés par les galeries Jocelyn Wolff à Paris, et KOW à Berlin.

## Formation
- 1998 Diplôme de l’École supérieure d’arts visuels de Genève.
- 1992-1993 Université de Lausanne, faculté des lettres : histoire et esthétique du cinéma, philosophie et français.
- 1986-1987 Formation d’acteur à l’Atelier de travail théâtral de Jacques Gardel à Lausanne.
- 1985 Maturité fédérale type D.

## Expositions Personnelles (sélection)
- 2008 Avant moi, le flou, après moi, le déluge (cycle rolywholyover, quatrième épisode), Mamco, Genève
- 2006 Amanda, Galerie Arndt & Partner, Zürich
- 2006 Farewell Letter to the Swiss Workers, Kunsthaus Zürich
- 2005 Revival Paradise, Centre for Contemporary Art Ujasdowski Castle, Warsaw Play gallery for still and motion pictures at MACO, Mexico-city
- 2004 26th International Biennal of Sao Paulo, Swiss official Contribution, Sao Paulo
- 2004 Non chiamateli civili, Associazione Prometeo, Lucca
- 2004 Capitulation Project, Cornerhouse, Manchester
- 2004 NB – Bob Gramsma / Frédéric Moser & Philippe Schwinger, Kunstmuseum, PasquArt, Biel
- 2003 ARTissima 10, Play gallery for still and motion pictures, Torino
- 2003 Capitulation Project, Play gallery for still and motion pictures, Berlin

## Expositions Collectives (sélection)
- 2008 History Will Repeat Itself - Strategies of Re-enactment in Contemporary Art, CSW Centrum Sztuki Współczesnej / Centre for Contemporary Art, Warsaw
- 2007 History Will Repeat Itself, HMKV - Hartware MedienKunstVerein, Dortmund
- 2007 History Will Repeat Itself, KW (Kunst-Werke) Institute for Contemporary Art, Berlin
- 2007 e-flux VIDEO RENTAL, Centre culturel suisse, Paris
- 2006 Protections, Kunsthaus Graz
- 2006 59. Festival internationale del film, Locarno
- 2006 35. International Film Festival Rotterdam, Rotterdam
- 2006 Multiple Versions : cinema and contemporary visual art, 4th. Magis Sring School, Udine
- 2006 41. Solothurn Film Festival, Solothurn
- 2006 Trieste Film Festival, 17a edizione, Trieste
- 2005 Talking About the Real World : Contemporary Swiss Art, Chiba City Museum of Art, Japan
- 2005 New Vision Award, International Dokumentar Filmfestival, Copenhagen

## Prix
- 2002-2003 Attribution de l’Atelier pour plasticien de la Confédération à Berlin
- 2000 Swiss Art Award
- 2000 Prix Young Art
- 2000 Prix fédéral des beaux-arts
- 1999 Prix fédéral des beaux-arts
- 1999 Swiss Art Award
- 1998 Prix fédéral des beaux-arts
- 1998-2000 Attribution d’un atelier de plasticien à la Maison du Grütli à Genève
- 1998 1er Prix du Fonds de décoration du canton de Genève
- 1998 Swiss Art Award
- 1997 Prix VideOst (bourse pour une production vidéo à Frauenfeld)

## Publications (sélection)
Catalogues (monographies)
- Frédéric Moser Philippe Schwinger : Unexpected Rules. Texts : Alessio Moretti and Stefan Schoettke.  Editor : Swiss Federal Office of Culture, Berne ; Revolver, Archiv für aktuelle Kunst, Frankfurt a M., 2004.  (ISBN 3-937577-80-7)

- Frédéric Moser Philippe Schwinger Editor : Swiss Federal Office of Culture, Andreas Münch, Bern ; Centre PasquArt, Biel, 2004.  (ISBN 3-906086-62-3)

Catalogues
- Talking about the real world : Contemporary Swiss Art, Chiba City Museum of Art, Japan, 2005.  (ISBN 4-925022-19-9) C0071

- Fonds d'art contemporain de la ville de Genève, collection 1991-2003. Editor : La Baconnière / Arts 2005.  (ISBN 2-915306-05-2)

- 11e Biennale de l'Image en Mouvement. Editor : Centre pour l'image contemporaine, St-Gervais-Genève, 2005. Distributed by JRP / Ringier  (ISBN 2-940271-61-5)

Livres
- Moser Frédéric, Affection riposte : über einige Treulosigkeiten, In : Kunst und Medialtät, [Febel Gisela, Jean-Baptiste Joly, Gerhart Schröder], Akademie Schloss Solitude, 2004.  (ISBN 3-929085-79-8)